# Курута, Иван Эммануилович
Иван Эммануилович Курута (1780—1853) — российский государственный деятель, сенатор, тайный советник (1840). Владимирский губернатор (1827—1832 и 1836—1842). Племянник генерала от инфантерии графа Д. Д. Куруты.

## Биография
Родился 4 (15) мая 1780 года. Происходил из греческого дворянского рода Курута. Этот род был внесён в III часть родословной книги Таврической губернии.
Появлению в России и своей карьерой он был всецело обязан дяде — Дмитрию Дмитриевичу, который был старше племянника всего на 10 лет.
В чине коллежского советника 1 июля 1821 года был назначен вице-губернатором в Таврическую губернию; 13 марта 1825 года был перемещён на ту же должность в Орловскую губернию. В 1826 году был произведён в статские советники и назначен Владимирским губернатором. На этой должности находился до 27 ноября 1832 года; в 1829 году произведён в действительные статские советники. Стал владельцем имения Дубки, в котором бывал с семейством наездами.
В августе 1836 года Курута принимал во Владимире императора Николая I, а через год, в августе 1837 года — цесаревича Александра Николаевича, путешествовавшего по России со своим наставником поэтом В. А. Жуковским. При Куруте во Владимире с 1838 года стала выходить первая газета..
С 1832 по 1836 годы был членом Совета Министра внутренних дел Российской империи, а затем во второй раз занял должность губернатора Владимирской губернии и в 1840 году был произведён в тайные советники.
В 1838-1840 годах во Владимире под его надзором находился в ссылке писатель А. И. Герцен, оставивший такую характеристику: «Курута — умный грек».
С 1842 года — сенатор; был присутствующим во Втором, Седьмом и Восьмом департаментах Сената, ревизором от Сената в Тамбовской губернии. 
Был награждён всеми российскими орденами вплоть до ордена Святого Александра Невского, пожалованного ему в 1853 году.
Умер в Москве 16 (28) июля 1853 года. Похоронен на кладбище Донского монастыря.

## Семья
Жена — Юлия Васильевна, урождённая Спиридонова. Их дети: Евгения (1818—?), Ольга, Клавдия, Екатерина (?—1848), Людмила.
Жена — Юлия Федоровна Каппель, урождённая Каппель (1797—18.10.1874). Их сын:
- Владимир  (21.01.1838—11.04.1902); в 1857 году окончил Пажеский корпус и из камер-пажей был выпущен в статскую службу в чине коллежского секретаря. В 1869 году женился на дочери коллежского советника Юлии Платоновне Крузенштерн. Значительную часть жизни он провёл в доставшемся по наследству имении в селе Дубки Покровского уезда Владимирской губернии; служил мировым посредником, несколько трёхлетий подряд был мировым судьёй по Покровскому уезду[1]; имел конный завод.